# 水晶乡 (松潘县)
水晶乡，是中华人民共和国四川省阿坝藏族羌族自治州松潘县曾经下辖的一个乡。2019年12月，撤销水晶乡，将其所属行政区域划归川主寺镇管辖。

## 行政区划
水晶乡撤销前下辖以下地区：
安备村、寒盼村、川盘村、祁命村和水桶村。